# Женская сборная Ирландии по баскетболу 3×3
Женская сборная Ирландии по баскетболу 3×3 представляет Ирландию на международных соревнованиях по баскетболу 3×3. Управляющим органом является Федерация баскетбола Ирландии (ирл. Cispheil Éireann).
По состоянию на 25 сентября 2024, женская сборная Ирландии по баскетболу 3×3 занимает 35-е место в мировом рейтинге ФИБА женских сборных по баскетболу 3×3.

## Результаты выступлений
| Турнир                             | Золото | Серебро | Бронза | Всего |
| ---------------------------------- | ------ | ------- | ------ | ----- |
| Чемпионат Европы по баскетболу 3×3 | —      | —       | —      | —     |
| Европейские игры                   | —      | —       | —      | —     |
| Итого                              | —      | —       | —      | —     |

### Чемпионат Европы по баскетболу 3x3
| Год            | Место          | Игры           | Победы         | Поражения      | Состав команды                                                 |
| -------------- | -------------- | -------------- | -------------- | -------------- | -------------------------------------------------------------- |
| Бухарест 2014  | 11             | 3              | 1              | 2              | Grainne Dwyer, Niamh Dwyer, Suzanne Maguire, Ailish McLaughlin |
| 2016           | не участвовали | не участвовали | не участвовали | не участвовали | не участвовали                                                 |
| Амстердам 2017 | 11             | 2              | 0              | 2              | Grainne Dwyer, Niamh Dwyer, Fiona O'Dwyer, Claire Rockall      |
| 2018—н. в.     | не участвовали | не участвовали | не участвовали | не участвовали | не участвовали                                                 |

### Европейские игры
| Год       | Место          | Игры           | Победы         | Поражения      | Состав команды                                             |
| --------- | -------------- | -------------- | -------------- | -------------- | ---------------------------------------------------------- |
| Баку 2015 | 8              | 5              | 2              | 3              | Grainne Dwyer, Niamh Dwyer, Suzanne Maguire, Orla O'Reilly |
| 2019—2023 | не участвовали | не участвовали | не участвовали | не участвовали | не участвовали                                             |